# Assassinato de Shani Louk
Shani Nicole Louk (7 de fevereiro de 2001 — 7 de outubro de 2023) foi uma tatuadora teuto-israelense e influenciadora. Foi uma das vítimas dos sequestros na Faixa de Gaza em 2023, e foi reconhecida posteriormente em um video viral, sendo conduzida e exibida na caçamba de uma caminhonete por agressores, aparentemente inconsciente e vestida apenas com roupas íntimas.

## Vida pregressa
Louk e sua família mudaram-se para Portland, Oregon no início dos anos 2000 e ela frequentou o jardim de infância na Portland Jewish Academy. Ela era residente de Tel Aviv.

## Ataque durante o festival de música Re'im
Louk estava em um festival de música chamado Re'im em 6 de outubro de 2023, que ocorreu próximo a um kibutz israelense. Um grupo armado, alegadamente afiliado ao Hamas, atacou o festival e matou várias pessoas e feriu outras. Louk e sua amiga alemã, identificada como Sophie W., foram inicialmente relatadas como desaparecidas após o ataque. As imagens dela sendo conduzida, na caçamba da caminhonete, foram amplamente compartilhadas na internet após o ataque. Ricarda Louk, mãe de Shani, recebeu uma notificação bancária informando que o cartão de crédito de Shani foi utilizado no dia 8 de outubro de 2023, próximo ao Hospital Indonésio [es] em Gaza.
A família de Shani, e outras quatro famílias das vítimas de Re'im, apresentaram uma ação judicial contra a Associated Press e a Reuters no Tribunal de Distrito de Jerusalém por publicarem as imagens das vítimas em seus meios de comunicação.

## Reações
A mãe de Louk afirmou inicialmente que sua filha estava viva e sob o controle do Hamas. O Ministério das Relações Exteriores da Alemanha declarou que estava ciente do caso e trabalhando para esclarecer a situação das cidadãs alemãs desaparecidas após o ataque no festival. O porta-voz do Hamas, Abdel Latif al-Qanou, negou que o grupo tinha envolvimento com as ações no festival. Autoridades israelenses estão investigando o ataque e tentando identificar os autores.

## Morte
Em 29 de outubro de 2023, a família confirmou sua morte. Em 17 de maio de 2024, o Exército de Israel anunciou que três reféns sequestrados pelo Hamas em outubro de 2023 foram encontrados mortos. Os corpos deles foram resgatados. Entre eles está a DJ Shani Louk, desaparecida desde 7 de outubro de 2023, quando participava de uma festa de música eletrônica em Israel.